# Курбин (округ)

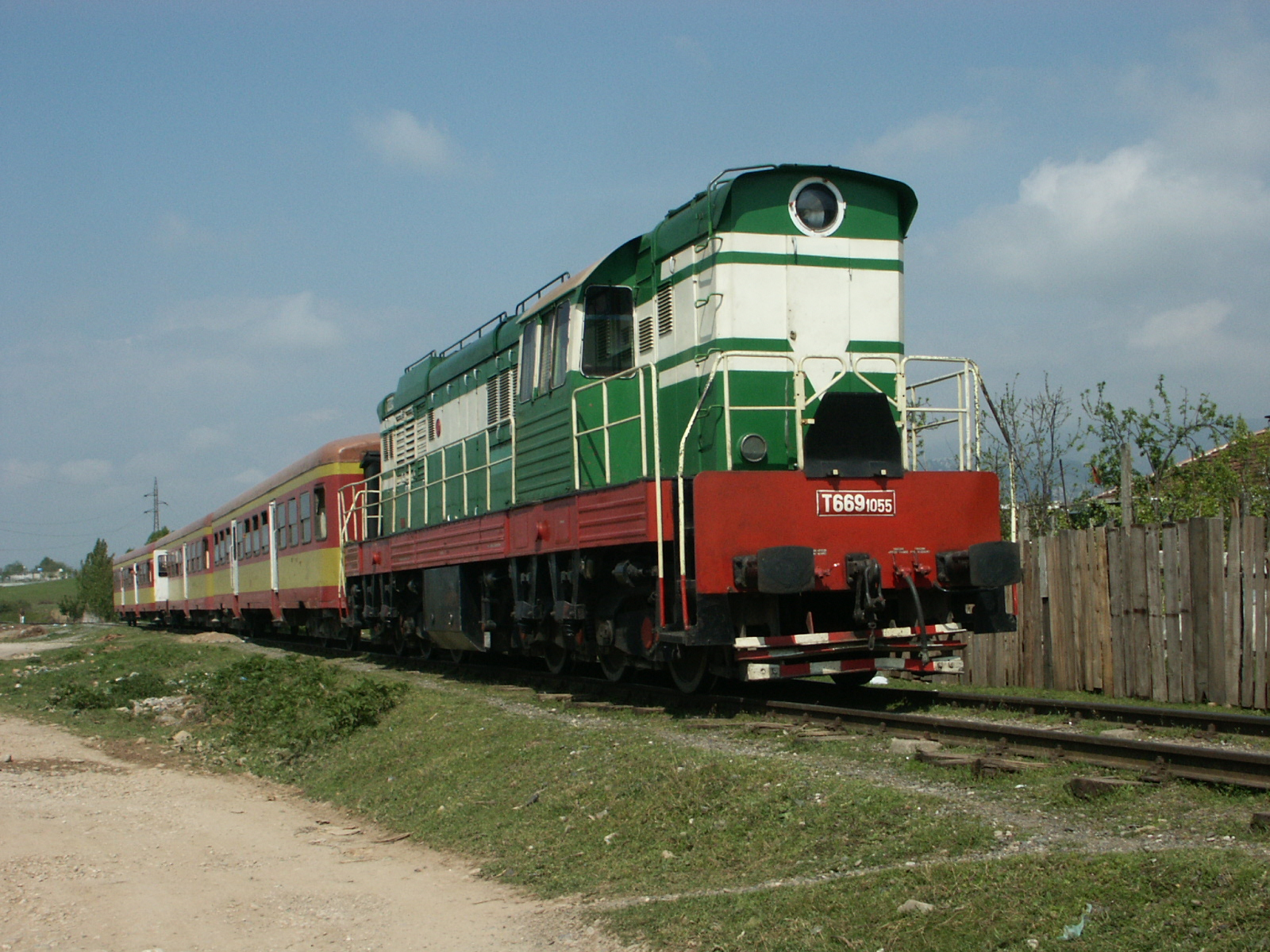
поезд из Лячи в Дуррес

Курбин (алб. Rrethi i Kurbinit) — один из 36 округов Албании.
Округ, занимающий территорию 263 км², является третьим по численности населения в стране и относится к области  Лежа. Административный центр — город Лячи.
Большая часть населения — католики.

## Географическое положение
Округ Курбин расположен в северной части Албании на побережье Адриатического моря. Длина прибрежной полосы — 10 км, прибрежная полоса достигает ширины 10 км, ещё столько же километров вглубь занимают холмы и северные отроги гор Скандербега. На восточной границе с округом Мати горы достигают высоты более 1000 м, здесь же находится высочайшая точка округа, гора Maja e Hutit (1316 м). На севере граница округа проходит по реке Мати, а на юге — по устью реки Ишми.
При социализме была проведена мелиорация побережья. До этого местность была практически необитаемой, редкие дома стояли на сваях. К северу от Маммураша простирались исчезнувшие ныне леса, служившие прибежищем разбойникам.
На южной окраине города Лячи имеются серные источники.

## Экономика и промышленность
После закрытия промышленных предприятий в городах Лячи и Маммураш большая часть населения вновь занялась сельским хозяйством. Уровень безработицы в округе — самый высокий в Албании, тем не менее, сюда перебираются жители горных районов Северной Албании.
После завершения строительства прибрежного автобана из Тираны в Лежу автомобильное сообщение в округе практически замерло, так как большинство сёл не соединены с автобаном. Ветка албанской железной дороги, проходящая через округ, также не имеет большого значения.

## История
Первые упоминания об этом районе Албании относятся к XIV веку. Тогда гористая местность между Круей и рекой Мати носила название Корбин или Корвин. Прибрежная полоса была осушена и заселена лишь в XX веке.
Историческим центром Курбина является деревня Delbnisht в нескольких километрах восточнее Лячи. Женщины Курбина носят национальную одежду округа Мирдита, а мужчины — Круи.
До начала 90-х годов Курбин относился к округу Круя, в 1992 году он получил название округ Лячи, а в 1999 — своё настоящее имя.

## Административное деление
Территориально округ разделён на города Лячи, Маммураш и 2 общины: Fushë-Kuqja, Milot.